# Tour de la Mortella
La tour de la Mortella (en corse : torra di Mortella) est une tour génoise en ruines située dans la commune de Saint-Florent, dans le département français de la  Haute-Corse. 

## Historique
Édifiée en 1553 durant un épisode des Guerres d'Italie, cette tour est, depuis le XVIIIe siècle, la dernière subsistant d'un ensemble de fortifications génoises du littoral des Agriates. Dès 1760, mais jusqu'à 1794, elle a pâti des guerres entre notamment Français et Anglais, résultant en son état actuel.

## Protection
La tour de la Mortella est inscrite monument historique par arrêté du 8 mars 1991.